# Пекошув
Пекошув (пол. Piekoszów) — місто в Польщі, у гміні Пекошув Келецького повіту Свентокшиського воєводства.
Населення — 2958 осіб (2011).
1 січня 2023 року набуло статусу міста.
У 1975-1998 роках село належало до Келецького воєводства.

## Демографія
Демографічна структура на день 31 березня 2011 року:
|          | Загалом | Допрацездатний вік | Працездатний вік | Постпрацездатний вік |
| -------- | ------- | ------------------ | ---------------- | -------------------- |
| Чоловіки | 1455    | 293                | 1056             | 106                  |
| Жінки    | 1503    | 318                | 944              | 241                  |
| Разом    | 2958    | 611                | 2000             | 347                  |